# Occidryas wrighti
Occidryas wrighti är en fjärilsart som beskrevs av Gunder 1929. Occidryas wrighti ingår i släktet Occidryas och familjen praktfjärilar. Inga underarter finns listade i Catalogue of Life.